# General Electric F404
Le General Electric F404 et ses dérivés F412 et RM12, sont une famille de turboréacteurs à postcombustion capables de poussées allant de 50 à 85 kilonewtons, en poussée à sec (sans post-combustion). Les moteurs sont fabriqués par GE Aviation ; parmi les partenaires du constructeur américain figure Volvo Aero, qui construit la variante RM12 propulsant le chasseur JAS 39 Gripen de l’armée de l’Air suédoise. Du F404 a été dérivé le moteur à réaction F414, plus puissant, ainsi que le moteur civil expérimental GE36 à soufflante non-carénée.

## Variantes[2]
F404-GE-102
F404-GE-402
RM12
Le RM12 est un dérivé du moteur F404. General Electric et Volvo Aero Corporation ont développé ce moteur pour propulser le Saab JAS 39 Gripen.
F404-IN20